# Rentières
Rentières é uma comuna francesa na região administrativa de Auvérnia-Ródano-Alpes, no departamento Puy-de-Dôme. Estende-se por uma área de 14,63 km². Em 2010 a comuna tinha 108 habitantes (densidade: 7,4 hab./km²).